# Saint-Maurice, Nièvre
Saint-Maurice là một xã của tỉnh Nièvre, thuộc vùng Bourgogne-Franche-Comté, miền trung nước Pháp.